# あおぞらスーパー
あおぞらスーパーはあおぞら銀行が発行する保護預り専用割引金融債。正式名称「割引あおぞら債券」（なお、ワリシンと同一名称となっている）。

## 概要
2006年4月のあおぞら銀行普銀化に伴い、現在は特例で発行されている。
従前からの割引債であるワリシンと比べて利率が低く設定されているが、ワリシンとは異なり、預金保険の保護対象の債券となっている。
現在も、ATMでの購入可能な債券である（普銀転換後に開店した日本橋支店を除く）。